# Pycnothele auripila
Espèce
Synonymes
- Psalistops auripilus Mello-Leitão, 1946

Pycnothele auripila est une espèce d'araignées mygalomorphes de la famille des Pycnothelidae.

## Distribution
Cette espèce est endémique d'Uruguay.

## Description
Le mâle holotype mesure 14 mm.
Les mâles mesurent de 14,00 à 15,70 mm.

## Publication originale
- Mello-Leitão, 1946 : Nuevos aracnidos sudamericanos de las colecciones del Museo de Historia Natural de Montevideo. Comunicaciones zoológicas del Museu de História Natural de Montevideo, vol. 2, no 35, p. 1-10.